# Yamashita Gentarō

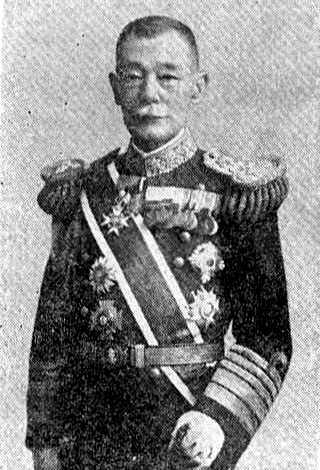
Admiral Yamashita Gentarō

Danshaku Yamashita Gentarō (japanisch 山下 源太郎; * 30. Juli 1863 in der Präfektur Yamagata; † 18. Februar 1931) war ein japanischer Seeoffizier und zuletzt Admiral der Kaiserlich Japanischen Marine (Dai-Nippon Teikoku Kaigun), der unter anderem zwischen 1917 und 1919 Oberbefehlshaber der 1. Flotte (Dai-ichi Kantai) sowie in dieser Zeit auch zwei Mal Oberbefehlshaber der Kombinierten Flotte (Rengō Kantai) war. Er war zudem zwischen 1920 und 1925 Chef des Admiralstabes (Kaigun Gunrei Bucho) und wurde 1928 als Baron (Danshaku) in den Adelsstand (Kazoku) erhoben.

## Leben

### Ausbildung und Verwendungen als Seeoffizier

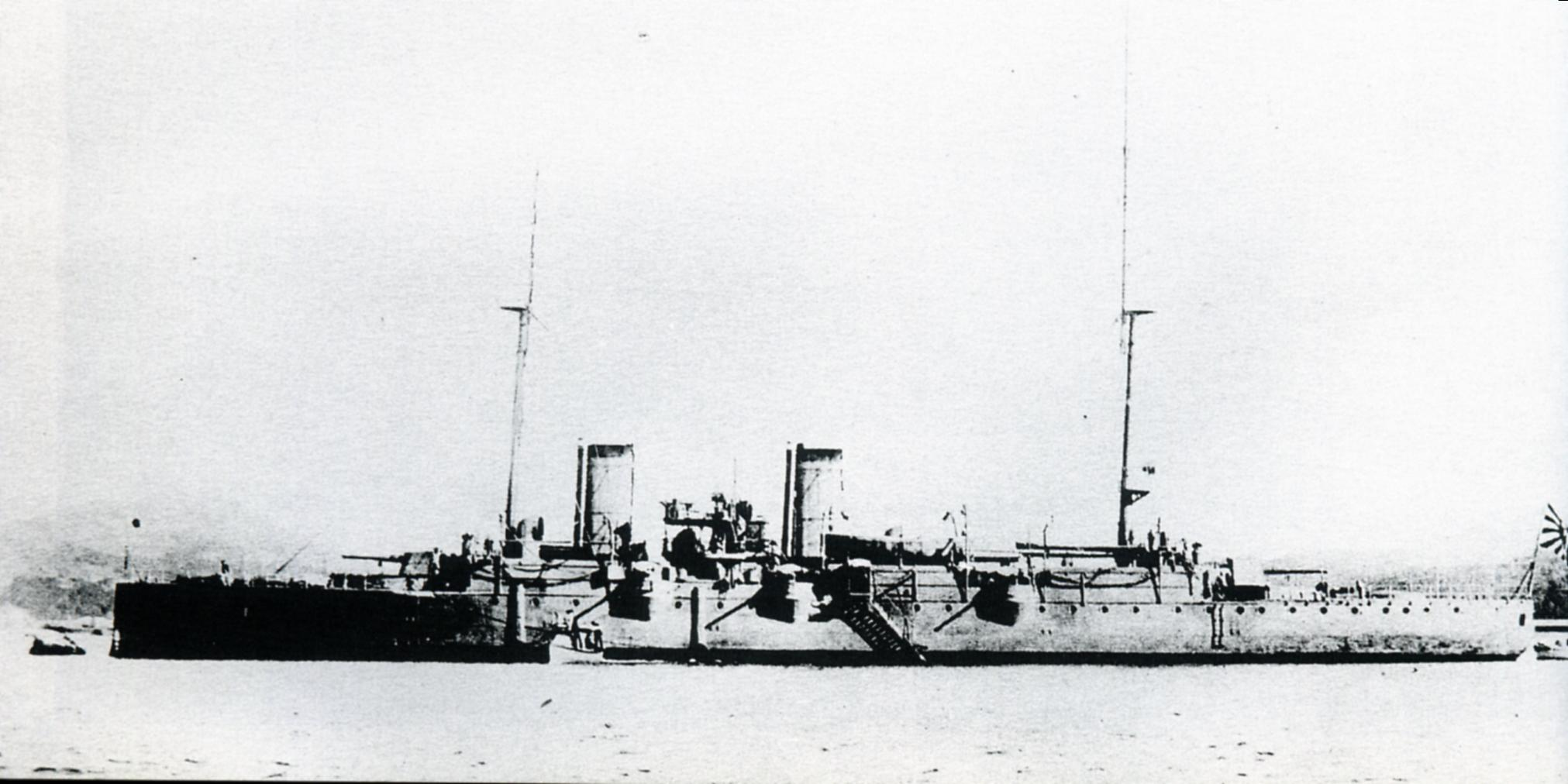
1899 war Fregattenkapitän Yamashita kurzzeitig Erster Offizier des Geschützten Kreuzers Izumi.

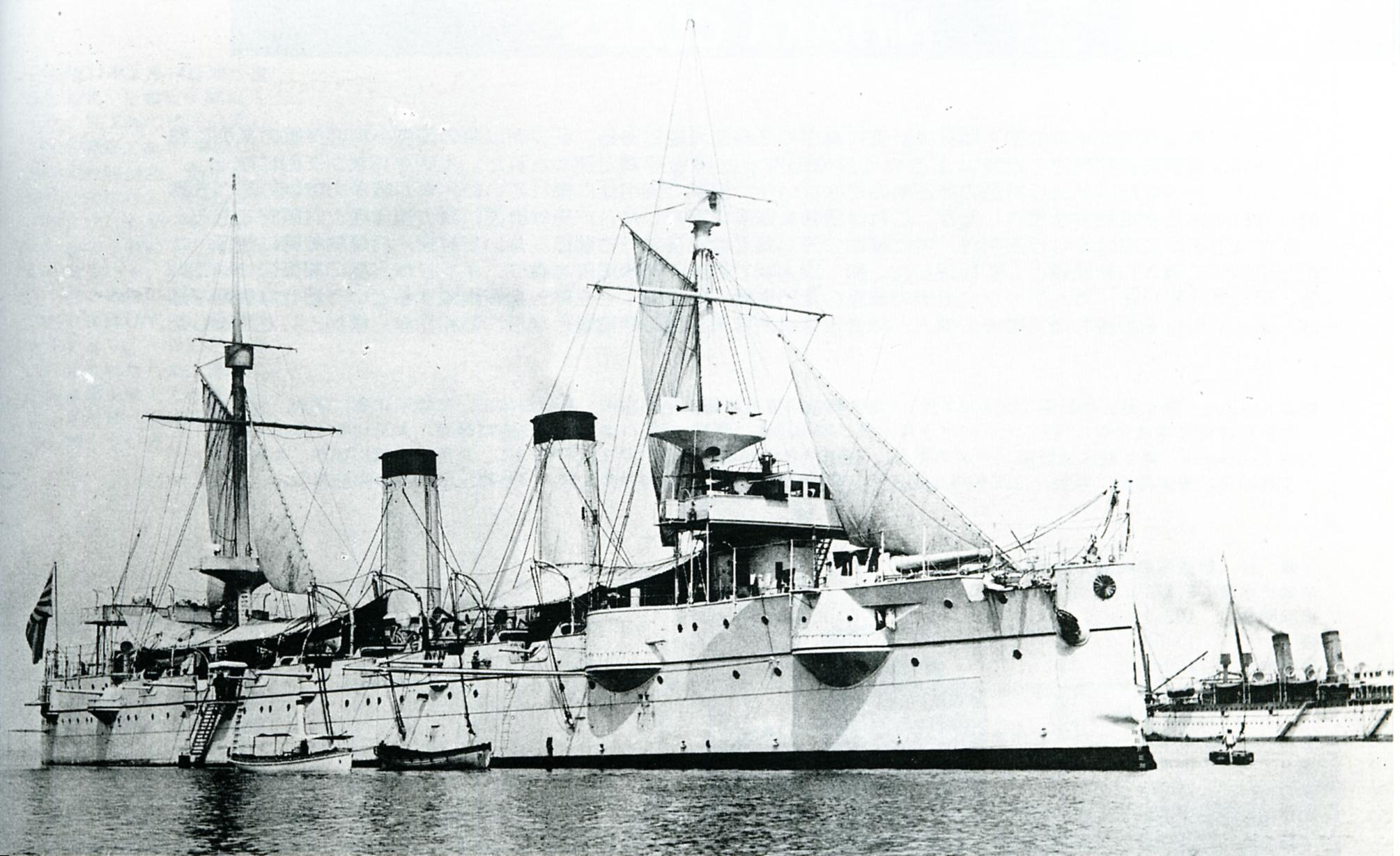
Fregattenkapitän Yamashita war zwischen 1899 und 1901 Erster Offizier Geschützten Kreuzers Kasagi.

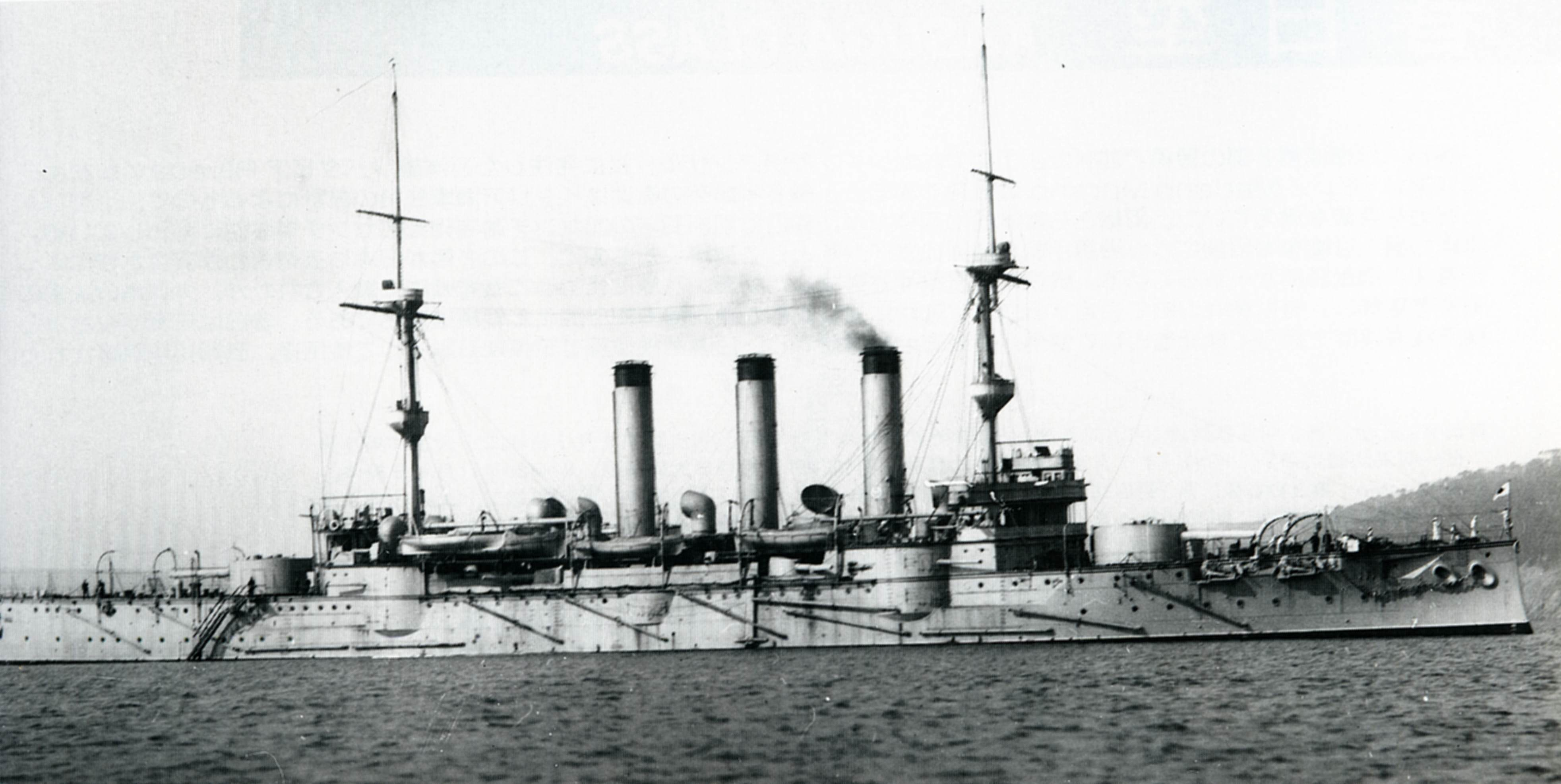
Das Kommando über den Panzerkreuzer Iwate 1906 war das erste und einzige eigenständige Kommando von Kapitän zur See Yamashita Gentarō über ein Kriegsschiff.

Yamashita Gentarō begann am 30. September 1879 als Seekadett eine Ausbildung zum Seeoffizier an der Marineakademie (Kaigun Heigakkō), die er als Angehöriger des 10. Lehrgangs am 15. Oktober 1883 abschloss. Daraufhin trat er in die Kaiserlich Japanische Marine (Dai-Nippon Teikoku Kaigun) ein und fand in der Folgezeit zahlreiche Verwendungen als Seeoffizier. Er versah Dienst an Bord der Panzerkorvette Ryūjō und der Korvette Asama und wurde nach einer Wartestellung sowie einer Tätigkeit im Nagaura-Torpedokorps am 7. April 1886 zum Leutnant zur See (shōi) befördert. Im Anschluss war er als Offizier und kommissarischer Abschnittsoffizier auf der Korvette Jingei, dem Panzerschiff Fusō, der Korvette Kaimon, dem Kanonenboot Atago und dem Geschützten Kreuzer Takachiho. Nach seiner Beförderung zum Kapitänleutnant (taii) am 28. August 1889 wurde er Abschnitts- und Navigationsoffizier auf dem Kanonenboot Atago, ehe er zwischen dem 7. September 1889 und dem 23. Juli 1891 Schießausbilder und Abschnittsoffizier im Kadettenkorps der Marineakademie war. Nach weiteren Verwendungen als Chef-Geschützoffizier auf den Panzerkorvetten Hiei, Kongō und dem Geschützten Kreuzer Akitsushima, Abschnittsoffizier auf der Korvette Kaimon und als Chef-Navigationsoffizier auf der Sloop Musashi war er zwischen dem 12. Oktober 1893 und dem 1. April 1896 als Küsten-Wachoffizier im Marinebezirk (Chinju-fu) Yokosuka eingesetzt, wo er den Ersten Japanisch-Chinesischen Krieg (25. Juli 1894 bis 17. April 1895) verbrachte. Im Anschluss folgte zwischen dem 1. April und dem 28. Oktober 1896 eine Verwendung im 2. Büro im Admiralstab (Kaigun Gunreibu) sowie zwischenzeitlich auch als Instrukteur an der 1888 gegründeten Marinehochschule (Kaigun Daigakkō).
Daraufhin befand sich Yamashita vom 31. Oktober 1896 bis zum 27. Dezember 1898 in einer Ausbildung im Vereinigten Königreich und wurde in dieser Zeit sowohl am 1. Dezember 1897 zum Korvettenkapitän (shōsa) als auch am 28. Juni 1898 zum Fregattenkapitän (chūsa) befördert. Nach seiner Rückkehr wurde er am 16. August 1899 zunächst Erster Offizier des Geschützten Kreuzers Izumi sowie am 25. Dezember 1899 Erster Offizier des Geschützten Kreuzers Kasagi. Nachdem er sich zwischen dem 1. März und dem 9. Mai 1901 in einer Wartestellung befunden hatte, wurde er ins 1. Büro im Admiralstab abgeordnet, wo am 26. September 1903 seine Beförderung zum Kapitän zur See (taisa) erfolgte. Als solcher fungierte er zwischen dem 28. Dezember 1903 und dem 2. Februar 1906 als Chef des 1. Büros im Admiralstab und damit während des gesamten Russisch-Japanischen Krieges (8. Februar 1904 bis 5. September 1905). Im Anschluss übernahm er zwischen dem 2. Februar und dem 22. November 1906 als Kommandant des Panzerkreuzers Iwate sein erstes und einziges eigenständiges Kommando über ein Kriegsschiff.

### Flaggoffizier, Aufstieg zum Admiral und Chef des Admiralstabes
Yamashita Gentarō war vom 22. November 1906 bis zum 10. Dezember 1908 Chef des Stabes der 1. Flotte (Dai-ichi Kantai) und wurde in dieser Verwendung am 28. August 1908 zum Konteradmiral (shōshō) befördert. Er war zugleich in Personalunion zwischen dem 8. Oktober und dem 20. November 1908 Chef des Stabes der Kombinierten Flotte (Rengō Kantai). Daraufhin fungierte er zwischen dem 10. Dezember 1908 und dem 4. März 1909 als Chef des Stabes des Marinebezirks Sasebo sowie vom 4. März bis zum 19. Juli 1909 als Chef des 1. Büros des Schiffbaukommandos (Kaigun Kansei Honbu). Nachdem er am 19. Juli 1909 zunächst in eine Wartestellung versetzt wurde, war er zwischen dem 1. Dezember 1909 und dem 23. März 1910 ohne Anstellung vom Dienst suspendiert. Daraufhin war er zwischen dem 23. März und dem 1. Dezember 1910 erneut Chef des 1. Büros im Admiralstab.
Am 1. Dezember 1910 wurde Yamashita Direktor der Marineakademie und behielt dieses Amt bis zum 25. März 1914 und wurde in dieser Verwendung am 1. Dezember 1912 auch zum Vizeadmiral (chūjō) befördert. Nach Beendigung dieser Verwendung war er als Nachfolger von Vizeadmiral Fujii Kōichi zwischen dem 25. März 1914 und seiner Ablösung durch Vizeadmiral Sato Tetsutarō am 10. Oktober 1915 Vize-Chef des Admiralstabes (Kaigun Gunreibu Jicho) als auch Mitglied des Admiralitätsausschusses (Kaigun Shokan Kaigi). Er war danach zwischen dem 10. August 1915 und dem 1. Dezember 1917 Oberbefehlshaber des Marinebezirks Sasebo.
Vizeadmiral Yamashita Gentarō übernahm am 1. Dezember 1917 von Admiral Yoshimatsu Shigetarō die Funktion als Oberbefehlshaber der 1. Flotte (Dai-ichi Kantai) und verblieb in dieser bis zum 1. Dezember 1919, woraufhin Admiral Yamaya Tanin ihn ablöste. Er wurde am 2. Juli 1918 zum Admiral (taishō) befördert und war als Oberbefehlshaber der 1. Flotte zugleich in Personalunion zwei Mal Oberbefehlshaber der Kombinierten Flotte (Rengō Kantai), und zwar vom 1. September bis zum 15. Oktober 1918 sowie vom 1. Juni bis zum 28. Oktober 1919. Im Anschluss übernahm er zwischen dem 1. Dezember 1919 und dem 1. Dezember 1920 die Funktion als Vertreter der Marine im Obersten Kriegsrat (Gunji sangiin).
Am 1. Dezember 1920 übernahm Admiral Yamashita den Posten als Chef des Admiralstabes (Kaigun Gunrei Bucho) und löste in dieser Funktion Vizeadmiral Shimamura Hayao ab. Er bekleidete dieses Amt bis zum 15. April 1925 und wurde daraufhin von Admiral Suzuki Kantarō ab. Er war zugleich zwischen dem 1. Dezember 1920 und dem 15. April 1925 erneut Mitglied des Admiralitätsausschusses und wurde zudem am 26. März 1923 Mitglied des Geheimen Kronrates (Sūmitsu-in), ein Beratungsgremium des japanischen Kaisers (Tennō) von 1888 bis 1947. Als Chef des Admiralstabes lehnte er das Washingtoner Flottenabkommen vom 6. Februar 1922 und Japans Abkehr vom Konzept der „Acht-Acht-Flotten“ (Hachihachi Kantai) entschieden ab. Obwohl er versprach, sich an die Regierungspolitik zu halten, konzentrierte er sich auf neue Technologien wie Luftfahrt und U-Boot-Kriegsführung, die durch den Vertrag nicht eingeschränkt wurden.
Nach Beendigung seiner Tätigkeit als Chef des Admiralstabes wurde er am 15. April 1925 erneut Vertreter der Marine im Obersten Kriegsrat und am 1. Juli 1928 in die Reserve versetzt. Aufgrund seiner langjährigen Verdienste wurde er am 10. November 1928 als Baron (Danshaku) in den Adelsstand (Kazoku) erhoben.